# Ло Сяоцзюань (борчиня)
Ло Сяоцзюань (кит. 罗小娟, пін. Luō Xiǎojuān; нар. 19 березня 1993) — китайська борчиня вільного стилю, чемпіонка Азії, срібна призерка Кубку світу.

## Життєпис
Боротьбою почала займатися з 2004 року. 
Виступає за борцівський клуб Ляоніну. Тренер — Лу Хай.

## Спортивні результати на міжнародних змаганнях

### Виступи на Чемпіонатах світу
| Змагання                        | Збірна | Вагова категорія          | Місце  |
| ------------------------------- | ------ | ------------------------- | ------ |
| Чемпіонат світу з боротьби 2014 | КНР    | жіноча боротьба, до 60 кг | 14     |
| Чемпіонат світу з боротьби 2019 | КНР    | жіноча боротьба, до 62 кг | 26     |
| Чемпіонат світу з боротьби 2022 | КНР    | жіноча боротьба, до 62 кг | Бронза |

### Виступи на Чемпіонатах Азії
| Змагання                       | Збірна | Вагова категорія          | Місце  |
| ------------------------------ | ------ | ------------------------- | ------ |
| Чемпіонат Азії з боротьби 2015 | КНР    | жіноча боротьба, до 60 кг | Золото |
| Чемпіонат Азії з боротьби 2018 | КНР    | жіноча боротьба, до 62 кг | Срібло |
| Чемпіонат Азії з боротьби 2019 | КНР    | жіноча боротьба, до 65 кг | Золото |

### Виступи на Кубках світу
| Змагання                    | Збірна | Вагова категорія | Місце  |
| --------------------------- | ------ | ---------------- | ------ |
| Кубок світу з боротьби 2017 | КНР    | команда          | Срібло |
| Кубок світу з боротьби 2018 | КНР    | команда          | Срібло |

### Виступи на інших змаганнях
| Змагання                                         | Збірна | Вагова категорія          | Місце  |
| ------------------------------------------------ | ------ | ------------------------- | ------ |
| Гран-прі Парижа з боротьби 2015                  | КНР    | жіноча боротьба, до 60 кг | Бронза |
| Klippan Lady Open 2015                           | КНР    | жіноча боротьба, до 60 кг | Срібло |
| Гран-прі Іспанії з боротьби 2015                 | КНР    | жіноча боротьба, до 60 кг | Срібло |
| Золотий Гран-прі з боротьби 2015                 | КНР    | жіноча боротьба, до 60 кг | Золото |
| Тестовий турнір міжнародного світу боротьби 2019 | КНР    | жіноча боротьба, до 62 кг | Бронза |
| Меморіал Іона Корнеану і Ладислава Сімона 2022   | КНР    | жіноча боротьба, до 62 кг | 7      |